# Positive Rückkopplung

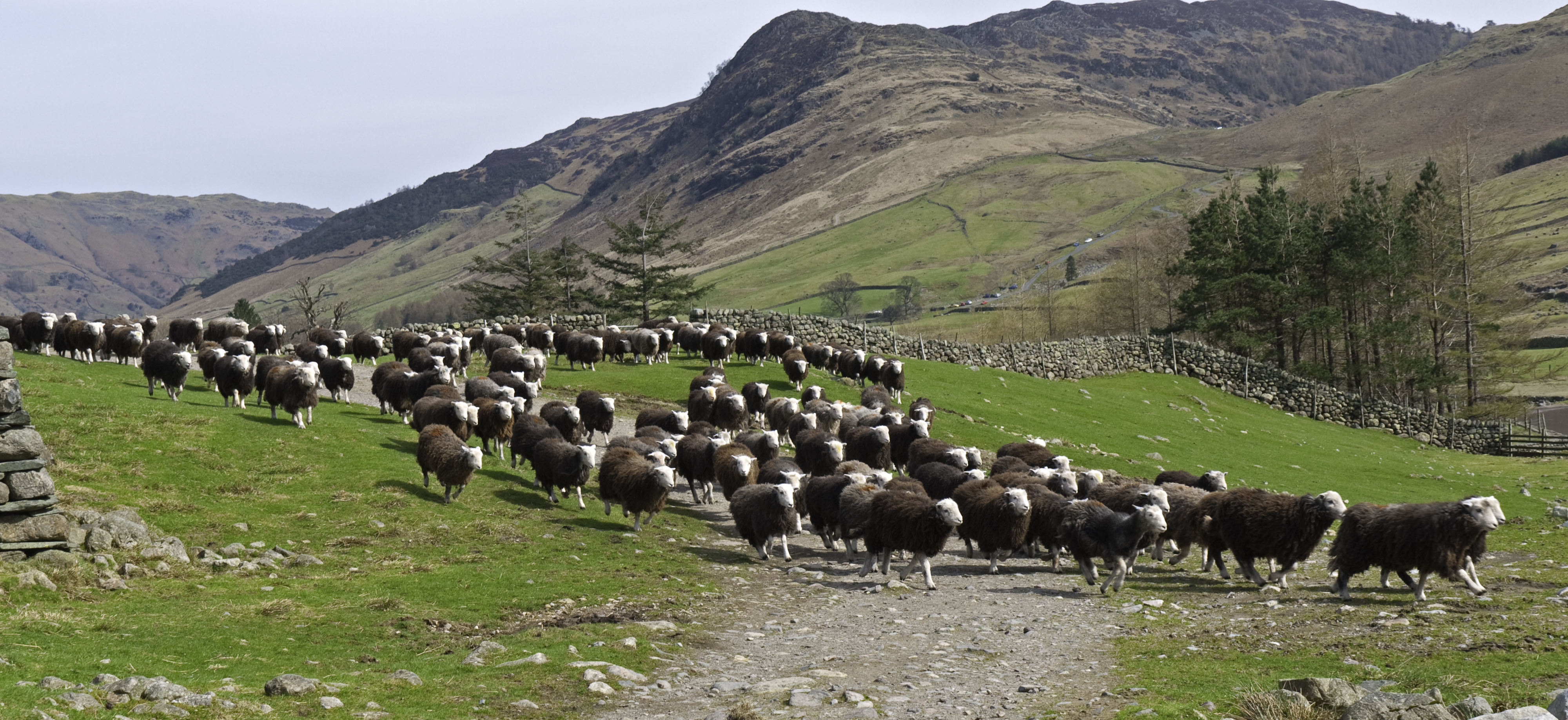
Wenn bei einer Huftierherde nur wenige Tiere in Angst versetzt werden, kann das durch positive Rückkopplung zur Stampede führen, ähnlich wie bei einer Massenpanik bei Menschen.

Positive Rückkopplung oder auch Mitkopplung liegt vor, wenn sich ein Signal oder eine Größe verstärkend auf sich selbst auswirkt. Dabei ist in realen Systemen das Ausgangssignal immer begrenzt, sei es durch begrenzte Energieressourcen, nichtlineare Eigenschaften oder die Zerstörung des Systems. Bei negativer Rückkopplung, auch Gegenkopplung genannt, wirkt das Ausgangssignal dem Eingangssignal entgegen.

Prinzip der Mitkopplung mit Verstärker A und positiver Rückkopplung B

## Allgemeines

Schaltbild eines Schmitt-Triggers mit U_{e} als Eingangsspannung, U_{r} als Referenzwert, Rückkopplung auf den die Mitkopplung unterstützenden Eingang

Positive Rückkopplung kann in allen Systemen auftreten, in denen Ausgangsgrößen wieder Einfluss auf die Eingangsgrößen haben, unter Umständen in modifizierter Form. Solche Systeme sind unter anderem in Technik und Wirtschaft bekannt. In den Sozialwissenschaften werden positive Rückkopplungen als Auslöser für Pfadabhängigkeit untersucht. In der Biologie existieren Mitkopplungen nur kurzzeitig, in der Regel bricht ein mitgekoppeltes ungedämpftes System schnell zusammen.
Gelangt in einem Regelkreis eine Wirkung des Ausgangssignales in gleicher Phasenlage auf den Eingang, so wird der Regler instabil und es kann zur Selbsterregung kommen. Theoretisch steigt die Amplitude der Schwingungen über alle Grenzen an, praktisch steigt die Amplitude jedoch nur bis zur Erschöpfung der Energiepuffer an, solange also die Kreisverstärkung (die Gesamtverstärkung im rückgekoppelten Kreis) größer als eins ist. Dies ist unter anderem beim Oszillator und beim Laser der Fall und erwünscht. Unerwünscht ist es zum Beispiel bei (gegengekoppelten) Verstärkern und muss hier durch eine Frequenzkompensation vermieden werden.
(Begrenzte) positive Rückkopplung bildete in vielen Systemen die Basis für Selbstorganisationsprozesse bzw. Emergenz.

## Beispiele
- Akustische Rückkopplung: Der von einem Mikrofon aufgenommene Schall wird verstärkt über Lautsprecher wiedergegeben. Treffen die Schallwellen zu stark auf das Mikrofon, wird dieser Prozess wiederholt und es entsteht eine Selbsterregung, die als immer lauter werdendes Brummen oder Pfeifen (Feedback) zu vernehmen ist. Sofern keine Signalbegrenzung auftritt, führt dies zur Zerstörung der Lautsprecher. Bereits vor Einsetzen der Selbsterregung treten durch die Mitkopplung lineare Verzerrungen des Frequenzganges auf.
- Schneeballeffekt (Lockerschnee-Lawine): Je größer der rollende Schneeball wird, desto mehr Schnee bleibt bei einer Umdrehung an ihm hängen. Auch Lawinen vom Typ „Schneebrett“ vergrößern sich, ausgehend von einem kleinen Ereignis, rasant.
- Ein Oszillator ist ein mit einem Verstärker rückgekoppelter Schwingkreis. Die Schwingungen entstehen von selbst (Selbsterregung).
- Mechanisches Froude-Pendel: Kurzfassung: Es besteht aus einer Anordnung mit einem geschlossenen Seil, an dem eine Masse fixiert ist und einem zylindrischen waagerechten Achsenkörper, über den das Seil gelegt wird. Durch unterschiedliche Gleitreibung und Haftreibung entsteht eine vertikale Pendelbewegung, wenn die Achse sich kontinuierlich dreht.
- Laser beginnen von selbst zu emittieren, da ein einziges, spontan emittiertes Photon lawinenartig weitere Photonen auslöst (stimulierte Emission).
- Arbeitslosigkeit: Infolge der Strukturkrise eines Wirtschaftszweiges werden Produktionskapazitäten stillgelegt und es entsteht Arbeitslosigkeit. Dies führt zu verändertem Konsumentenverhalten und Nachfragerückgang in anderen Sektoren der Wirtschaft. Die Strukturkrise und Arbeitslosigkeit greift auf andere Wirtschaftszweige über. Es entsteht noch mehr Arbeitslosigkeit, die die Krise weiter verstärkt bis hin zur Massenarbeitslosigkeit und zum Kollaps des Wirtschaftssystems.
- Labiles Gleichgewicht: Bei Umkippen eines Gegenstandes liegt der Schwerpunkt eines kippenden Gegenstandes lotrecht außerhalb seiner Standfläche. Je weiter der Schwerpunkt sich außerhalb befindet, desto schneller kippt der Gegenstand und verlagert seinen Schwerpunkt dabei noch weiter nach außen.
- Zinseszins: Je größer das zu verzinsende Vermögen ist, umso schneller wächst es. Da auch die Zinsen verzinst werden, handelt sich um ein exponentielles Wachstum.
- Beim Rückkopplungsaudion wird die Rückkopplung genutzt, um den Schwingkreis zu entdämpfen.
- Psychologie:
  - Bei der Phobophobie (Angst vor der Angst) steigert sich der Mensch immer weiter in seine Ängste hinein.
  - Benjamin-Franklin-Effekt: Wenn wir jemandem helfen, wird der Hilfeempfänger uns sympathischer. Wenn wir jemandem nicht helfen oder sogar schaden, wird das Opfer von uns abgewertet (vgl. Entmenschlichung). Eine freundliche Handlung macht unsere Einstellung freundlicher, was weitere freundliche Handlungen wahrscheinlicher macht; für unfreundliche Handlungen gilt dasselbe.[1]
- Klimatologie:
  - Global steigt mit der Temperatur der Wasserdampfgehalt der Atmosphäre und damit der Treibhauseffekt. Der Wasserdampf-Rückkopplung genannte Effekt wirkt auch in Phasen globaler Abkühlung verstärkend.
  - Eine Veränderung der Schnee- und Eisbedeckung von Boden und Wasserflächen führt dort zu stark veränderter Absorption einfallender Sonnenstrahlung. Diese sogenannte Eis-Albedo-Rückkopplung ist die stärkste im Klimageschehen wirkende Rückkopplung.
  - Im Pazifik treiben Passatwinde warmes Oberflächenwasser nach Westen, entblößen kaltes Tiefenwasser im Osten, was den Wind verstärkende Luftdruckunterschiede hervorruft, siehe El Niño-Southern Oscillation.
- Dampfblasenkoeffizient (Kernreaktoren): Ist dieser positiv, führt eine Erhöhung der Temperatur zu einer Beschleunigung der Kernreaktion, was wiederum die Temperatur erhöht. Der RBMK war in seiner ursprünglichen Form mit einem positiven Dampfblasenkoeffizienten designt, was einer von mehreren Gründen des Reaktorunglücks von Tschernobyl ist.
- Thermisches Durchgehen: Wird eine exotherme Reaktion durch Zuführen von Wärme weiter beschleunigt, liegt eine positive Rückkopplung vor, welche ebenfalls katastrophale Folgen haben kann.